# 森哲也
森 哲也（もり てつや、1967年12月12日 - 2013年2月11日）は、三重県を登録地としていた元競輪選手。日本競輪学校第59期生。

## 来歴
1987年5月9日、大宮競輪場でデビューし5着。初勝利は同年6月14日の小田原競輪場。
2012年2月5日、小倉競輪場で通算300勝を達成。同年、競走中に胸骨を骨折し、半年近く実戦から遠ざかった。
2013年2月11日、同月に競走復帰を目指し、自宅でトレーニングを行っていたところ突然倒れ、そのまま帰らぬ人となった。45歳没。
選手登録削除は2013年2月12日。通算成績2051戦303勝、通算優勝回数36。